# Джим Съливан
Джим Съливан (на английски: Jim Sullivan) e американски музикант, издал 2 албума, преди да изчезне безследно през 1975 г.

## Биография
Съливан израства в района на Линда Виста в Сан Диего, Калифорния, където ирландско-американските му родители се преместват от Небраска, за да работят в отбранителната индустрия. Като високо момче, той е куотърбек в гимназията. Според негови линейни бележки от първия си албум, той „е израснал в правителствен жилищен проект с куп други Оки и Арки“ и решава да свири, след като слуша местни блус групи. Той се жени и свири на китара в местна рок група Survivors. Той и приятелят му си купуват бар близо до колежа, но губят пари, а през 1968 г. се премества със съпругата си Барбара и малкия си син в Лос Анджелис.
Докато съпругата му работи в Capitol Records, Съливан пише песни и свири във все по-престижни клубове в района на Лос Анджелис. По-специално, той се установява в клуб „Рафти“ в Малибу, където се сприятелява с холивудски фигури, включително Лий Майорс, Лий Марвин и Хари Дийн Стантон. Той има малка роля във филма Easy Rider и участва в телевизионното шоу „Хосе Фелисиано“. Приятелите му допринасят за финансирането, което му позволява да запише албум с песни с водещи музиканти от Лос Анджелис, като клавириста Дон Ранди, барабаниста Ърл Палмър и басиста Джими Бонд, който също е аранжор и копродуцент на албума. Албумът „UFO“ е издаден през 1969 г. и включва песните на Съливан в стил на смесване на фолк, рок и кънтри, сравняван с Фред Нийл, Тим Хардин, Джийн Кларк и Джо Саут, с аранжировки в стила на Дейвид Акселрод.
Албумът е ремиксиран и преиздаден от Century City Records през 1970 г., а песента „Rosey“ е издадена като сингъл, но по това време те правят малко влияние. Съливан продължава да свири в клубове. През 1972 г. записва втори албум – „Jim Sullivan“, продуциран от Лий Бърч и издаден от Playboy Records. Отново обаче записът е неуспешен. Тъй като Съливан все повече се насочва към алкохола и бракът му започва да се разпада, той решава през 1975 г. да пътува до Нашвил, Тенеси, където Кейт Доран работи като певица и композитор и се опитва да намери успех там.

## Изчезване
Съливан напуска Лос Анджелис на 4 март 1975 г., с намерението да шофира сам до Нашвил със своя Volkswagen Beetle. На следващия ден, след като е предупреден от магистрален патрул за шофирането си, той отсяда в La Mesa Motel в Санта Роса, Ню Мексико. По-късно е съобщено, че не е спал там и е оставил ключа в стаята, но е купил водка от градския магазин. На следващия ден е видян на около 42 км, в отдалечено ранчо, собственост на семейство Дженети. По-късно колата му е открита изоставена в ранчото и за последно се съобщава, че си е тръгнал. В автомобила са неговите пари, тетрадки, китара, дрехи и кашон с непродадени албуми.
Той никога не е видян отново, а докладите му приписват различни съдби, че е убит, дезориентиран и изгубен, или, особено в светлината на заглавието на първия му албум, отвличане от извънземни. Издирващите не успяват да намерят никакви следи от него. Разложено тяло, наподобяващо Съливан, по-късно е намерено в отдалечен район на няколко километра, но е установено със сигурност, че не е той.

## Наследство
Записите на Съливан, особено „UFO“, дават началото на култ в по-късните години, отчасти поради тяхната рядкост и неизвестност. През 2010 г. Мат Съливан (основател на Light in the Attic Records) решава да преиздаде „UFO“ и прави сериозни опити да разкрие мистерията на изчезването на Съливан, като интервюира много от онези, които го познават и участващите в записите му, но разкривайки малко нова информация. Албумът е издаден на CD през 2011 г.

## Дискография

### Албуми
- U.F.O. (Monnie, 1969, 1970, 2011)
- Jim Sullivan (Playboy, 1972)

### Сингли
- „Rosey“ / „Roll Back the Time“ (Century City, 1970)
- „Highway“ / „Lorelei Lee“ (RCA, 1971)